# Angeli e demoni (film)
Angeli e demoni (Angels & Demons) è un film del 2009 diretto da Ron Howard.
È basato sull'omonimo romanzo best seller di Dan Brown, con cui Howard è alla seconda collaborazione: nel 2006 aveva diretto l'adattamento cinematografico del romanzo Il codice da Vinci, di cui Angeli e demoni rappresenta il seguito cinematografico.

## Trama
La Chiesa cattolica è in lutto per la morte improvvisa di papa Pio XVI e si prepara al conclave per eleggere il suo successore nella Città del Vaticano. Padre Patrick McKenna, il camerlengo, come da consuetudine assume temporaneamente il controllo del Vaticano durante il periodo di sede vacante. Nel frattempo, al CERN, in Svizzera, gli scienziati padre Silvano Bentivoglio e la dottoressa Vittoria Vetra grazie alle avanzate tecnologie riescono a creare tre contenitori di antimateria, un composto altamente instabile che nelle mani sbagliate potrebbe diventare un'arma di terrorismo. Quando Vetra va a valutare l'esperimento, scopre che Silvano è stato assassinato e che uno dei contenitori è stato rubato. Poco dopo, quattro dei preferiti, i candidati favoriti per essere eletti Papa, vengono rapiti da un uomo che afferma di rappresentare gli Illuminati. Egli invia un avvertimento al Vaticano, sostenendo che ucciderà ciascuno dei cardinali, uno ogni ora, dalle 20:00 a mezzanotte, quando l'antimateria rubata, nascosta in un luogo segreto all'interno delle mura vaticane, esploderà distruggendo l'intera Città del Vaticano.

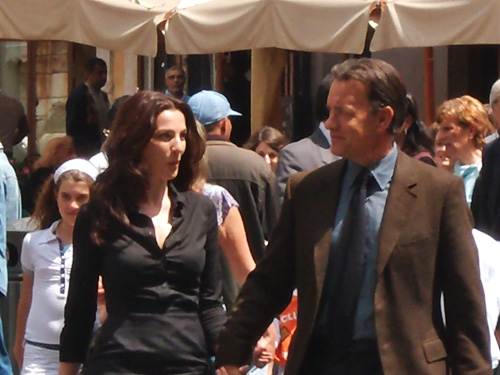
Zurer e Hanks, interpreti di Vittoria Vetra e Robert Langdon, nel set di Roma.

A causa del suo coinvolgimento con il Priorato di Sion a Parigi e Londra, il professore americano di simbologia Robert Langdon viene portato in Vaticano da Claudio Vicenzi per aiutare nelle ricerche. Dopo aver ascoltato la minaccia dell'assassino, deduce che i quattro cardinali saranno assassinati sui quattro altari del "Cammino dell'Illuminazione", in luoghi rilevanti per gli elementi classici (terra, aria, fuoco e acqua). McKenna concede a Langdon l'accesso agli Archivi Segreti Vaticani per ricercare gli altari, contro il volere del comandante Richter, capo della Guardia Svizzera. Langdon e Vetra esaminano un libro proibito di Galileo Galilei, trovando indizi sul primo altare. Inizialmente credendo che si trovi al Pantheon, scoprono infine che è la Cappella Chigi, disegnata e costruita da Raffaello. Sebbene si affrettino a raggiungere la cappella, accompagnati da Ernesto Olivetti e Claudio Vincenzi del Corpo della Gendarmeria Vaticana, arrivano troppo tardi per salvare il cardinale Ebner, che trovano soffocato con la bocca piena di terra e marchiato sul petto con la parola "Terra" in ambigramma.
Seguendo l'indizio lasciato su una statua di Bernini nella Cappella Chigi, Langdon scopre che il secondo altare è una scultura creata da Bernini in Piazza San Pietro. Al loro arrivo, trovano il cardinale Lamassé mortalmente ferito, con i polmoni perforati e il petto marchiato con l'ambigramma "Aria". Una nota minacciosa lasciata sul corpo di Lamassé porta Vetra a sospettare che Pio XVI non sia morto per un ictus, ma sia stato assassinato con un'overdose di tinzaparina, che assumeva quotidianamente per la sua tromboflebite ma che in dosi elevate è letale. Questo viene confermato quando McKenna e Vetra ispezionano segretamente, e a malincuore, il corpo del papa nella necropoli vaticana. Dopo essere tornati agli Archivi per ulteriori ricerche, Langdon, Olivetti e Vincenzi identificano Santa Maria della Vittoria come l'altare del fuoco, dove non riescono a salvare il cardinale Guidera, marchiato con l'ambigramma "Fuoco", dalla morte per bruciatura; l'assassino appare e uccide tutti tranne Langdon prima di fuggire.
Dopo aver consultato una mappa di Roma, Langdon identifica l'ultimo altare in Piazza Navona, più precisamente nella Fontana dei Quattro Fiumi. Scortato da due carabinieri, trova l'assassino che tenta di annegare il cardinale Baggia, marchiato con l'ambigramma "Acqua". Gli agenti vengono uccisi dall'assassino, ma Langdon, aiutato dai passanti, salva Baggia. Baggia dice a Langdon di essere stato tenuto prigioniero con gli altri preferiti a Castel Sant'Angelo.
Richter confisca i diari del dottor Silvano, convincendo così Vetra che è un cospiratore. Langdon, Vetra e la polizia irrompono a Castel Sant'Angelo. Langdon e Vetra trovano il covo dell'assassino, scoprendo i quattro marchi usati sui cardinali, e deducono che un quinto, mancante, è destinato a McKenna. L'assassino li affronta, ma lascia i due illesi. Afferma di essere stato assunto dagli "uomini di Dio" e li avverte di "fare attenzione". Guidato a un'auto di fuga dal contatto anonimo con cui aveva comunicato, l'assassino muore quando l'auto esplode. Langdon e Vetra trovano un passaggio segreto che conduce al Vaticano, avvertendo la Guardia Svizzera del destino di McKenna. Trovano Richter in piedi che punta la pistola ad un McKenna marchiato e a terra. Richter e l'arcivescovo Simeon, additato da McKenna come un altro presunto cospiratore, vengono uccisi dalla Guardia Svizzera. In punto di morte Richter consegna Langdon una chiave.

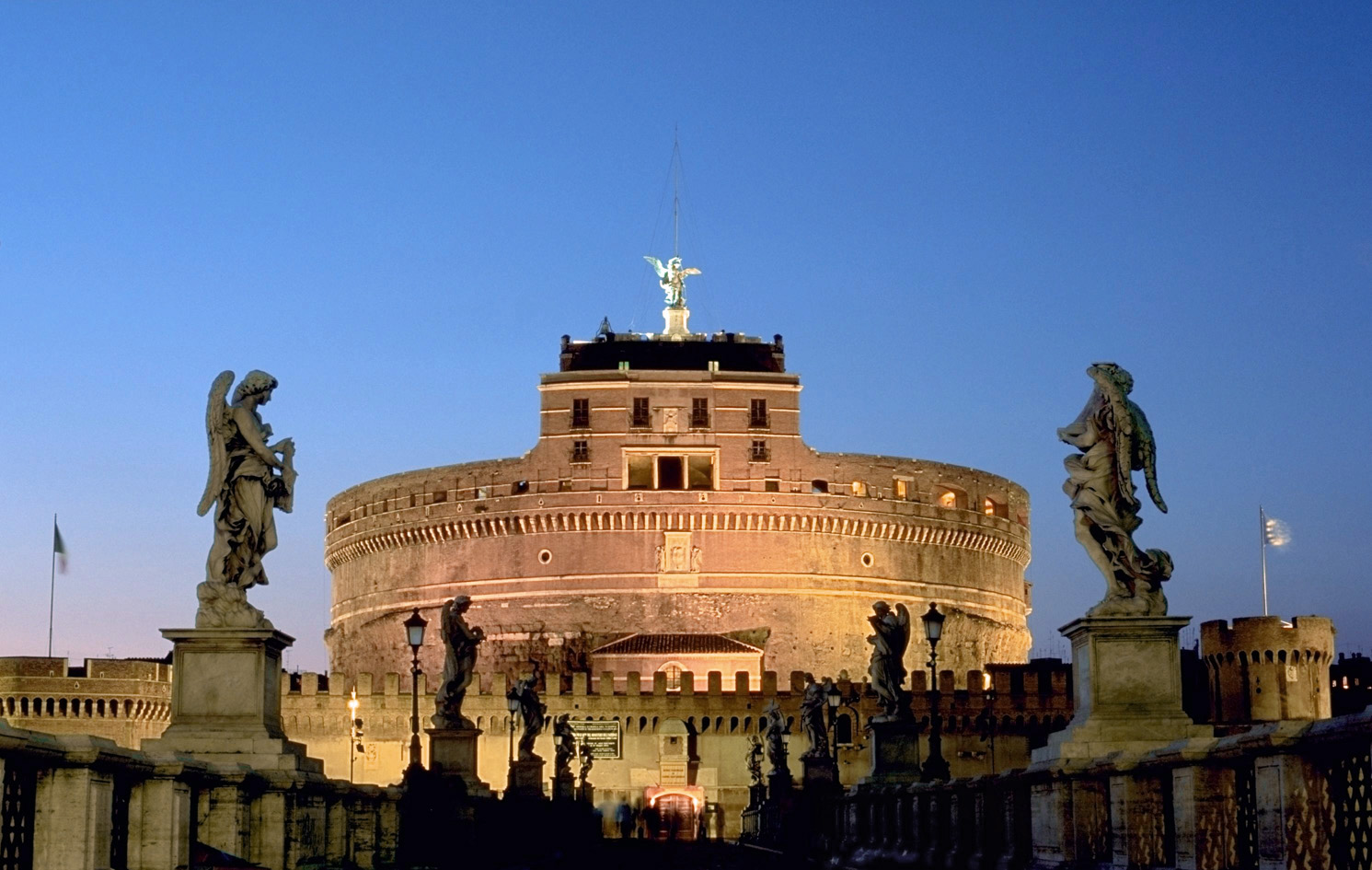
La fortezza di Castel Sant'Angelo, il ritrovo segreto degli Illuminati.

Il contenitore di antimateria viene trovato nella tomba di San Pietro, destinato a detonare in cinque minuti. La temperatura fredda ha esaurito prematuramente la batteria (secondo Vetra, il dispositivo non avrebbe abbastanza carica residua per mantenere l'antimateria in sospensione fino a mezzanotte). McKenna, ex pilota di elicotteri, afferra il contenitore e pilota un elicottero nel cielo, paracadutandosi pochi secondi prima che l'antimateria esploda. L'esplosione scatena un'onda d'urto potente e accecante in tutta la Città del Vaticano è in buona parte di Roma, ma non ci sono vittime e la Chiesa è salva. McKenna è acclamato come un eroe, con richieste per la sua elezione a Papa per acclamazione.
Langdon e Vetra recuperano i diari di Silvano dall'ufficio di Richter, scoprendo che teneva sotto controllo il papa con telecamere di sicurezza nascoste per motivi medici. Usando la chiave recuperata da Langdon, scoprono dalle registrazioni di sicurezza che McKenna era il vero artefice degli attacchi. Il papa aveva invitato Silvano a presentare pubblicamente l'antimateria come prova di un potere divino, colmando il divario tra religione e scienza e potenzialmente ponendo fine al conflitto tra di esse. Considerando tale affermazione una blasfemia, McKenna orchestrò la morte di Pio XVI e assunse l'assassino, pianificando di farsi eleggere papa mentre faceva degli Illuminati il capro espiatorio. Le prove vengono mostrate al conclave papale che comunque convoca il camerlengo nella Cappella Sistina per metterlo alle strette e farlo arrestare dalle guardie svizzere. McKenna, rendendosi conto di essere stato smascherato, si suicida tramite autoimmolazione.
La mattina seguente, il cardinale Baggia viene eletto nuovo papa scegliendo di prendere come nome Luca, un'allusione al biblico Luca, sia medico che apostolo, simboleggiando il ponte tra scienza e religione. Il Vaticano annuncia anche che McKenna è morto a causa delle ferite riportate durante l'atterraggio con il paracadute, il che porta a richieste di santificazione, poiché la gente non è a conoscenza della sua colpevolezza nel complotto. Il cardinale Strauss, nuovo camerlengo del papa, consegna il libro di Galileo a Langdon come ringraziamento per il suo aiuto, chiedendo che venga restituito al Vaticano nel suo testamento. Papa Luca fa un cenno di ringraziamento a Langdon e Vetra, prima di uscire sul balcone per salutare la folla sottostante e pronunciare il tradizionale primo saluto Urbi et Orbi come papa.

## Produzione

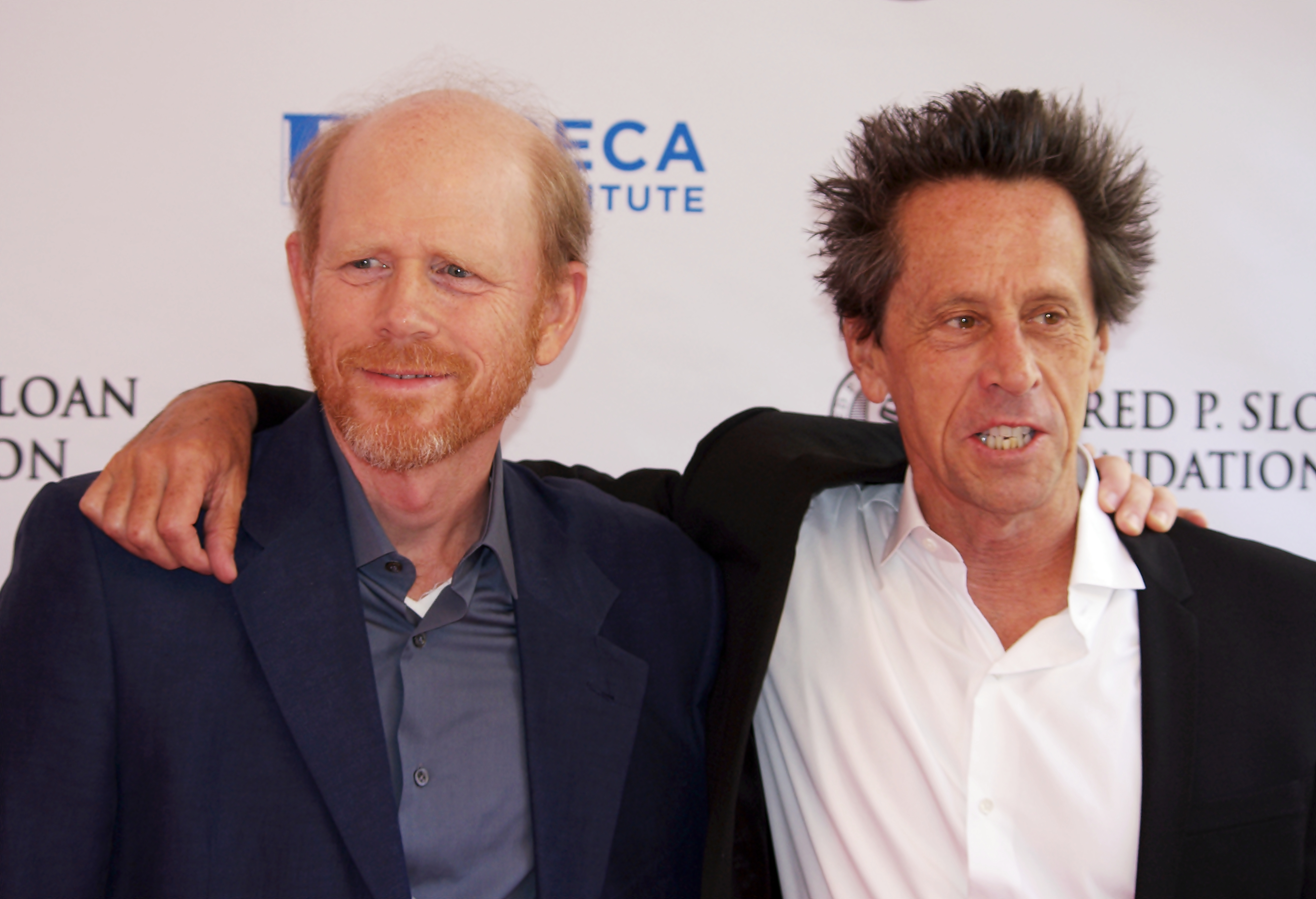
Il regista di Angeli e demoni, Ron Howard, assieme al produttore Brian Grazer.

Nel 2003 la Sony Pictures acquistò i diritti cinematografici dei romanzi Angeli e demoni e Il codice Da Vinci di Dan Brown con l'intenzione di trasporli per il grande schermo.
A seguito del successo internazionale riscosso da Il codice Da Vinci, nel maggio 2006 fu messo in preproduzione Angeli e demoni con Akiva Goldsman incaricato della sceneggiatura per un contratto di 4 milioni di dollari - cosa che lo ha reso uno degli sceneggiatori più pagati nella storia del cinema, e Brian Grazer e John Calley come produttori.
Prima che venisse nuovamente confermato Ron Howard alla regia, Sky News riportava del possibile coinvolgimento di Steven Spielberg; notizia rinforzata dal fatto che Howard era impegnato al momento in Changeling e aveva in precedenza ribadito le sue perplessità a tornare per Angeli e demoni. Infine la Columbia Pictures confermò il ritorno di Howard alla regia nell'ottobre 2007, comunicando frattanto che le riprese sarebbero incominciate il 18 febbraio 2008 per evitare la coincidenza con lo sciopero degli sceneggiatori, che avrebbe impossibilitato continuare la produzione; cosa comunque avvenuta in seguito, e che portò a posticipare la lavorazione alla seconda metà del 2008 e, di riflesso, la data d'uscita cinematografica al 13 maggio 2009.
Prima che incominciassero le riprese, David Koepp fu incaricato di rivedere la sceneggiatura di Goldsman per renderla più consona al cinema e soprattutto fare in modo che il film fosse trattato come un sequel de Il codice Da Vinci, dato che il romanzo Angeli e demoni è stato in realtà scritto prima di quest'ultimo.

### Cast

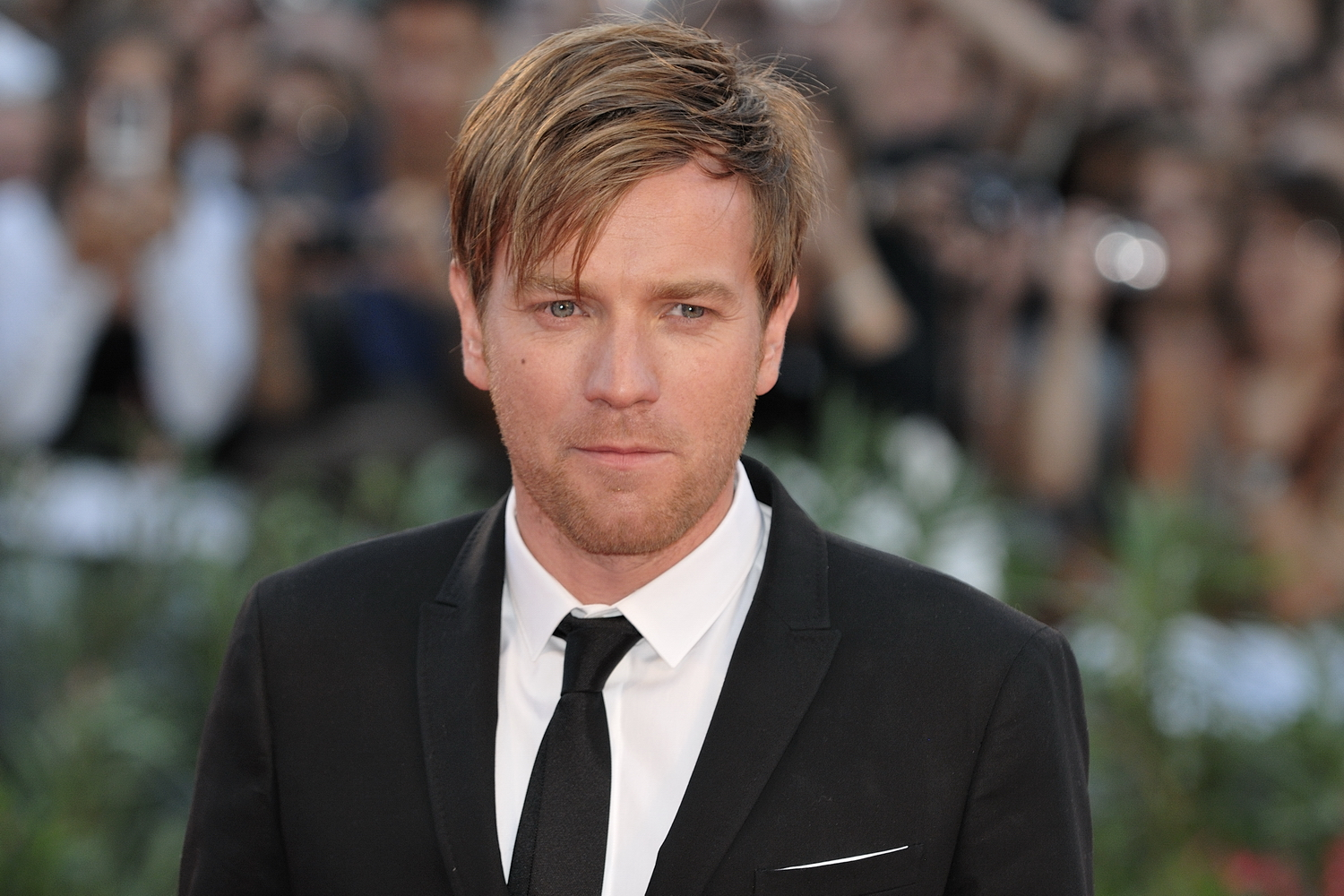
Ewan McGregor, interprete del camerlengo Patrick McKenna

Il casting è ufficialmente incominciato nell'ottobre 2007. Tom Hanks firmò per tornare nel ruolo di Robert Langdon nell'aprile 2007 con un contratto dal valore di 50 milioni di dollari. Per la parte di Vittoria Vetra si era parlato della modella Gisele Bündchen e di Naomi Watts, prima che della conferma dell'israeliana Ayelet Zurer. Per la parte del camerlengo era stato indicato Orlando Bloom, ma in seguito è stato confermato Ewan McGregor.

### Riprese
Prima che incominciasse la lavorazione, Ron Howard incontrò il direttore e alcuni tecnici del CERN per avere informazioni circa le specifiche tecniche da adottare per il film, specie riguardo all'antimateria e al cilindro-bomba, in modo da rendere più realistica possibile la trasposizione.

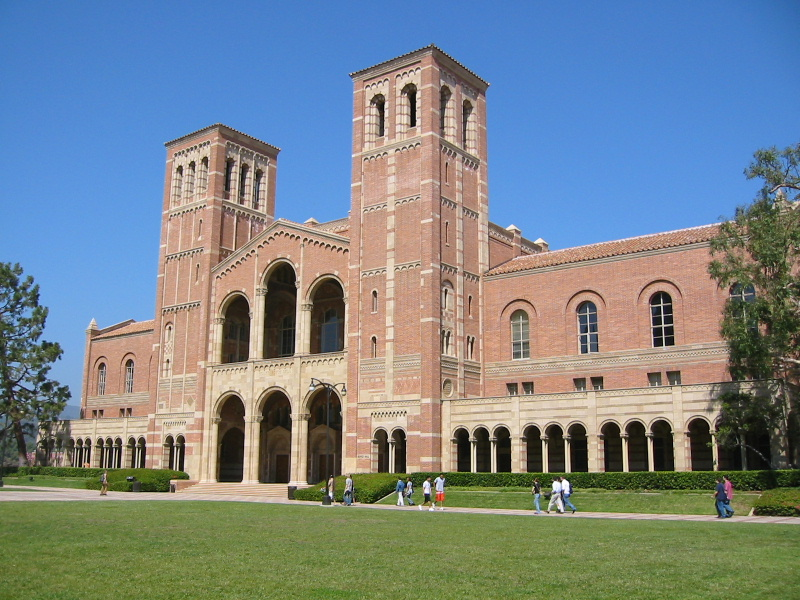
L'Università della California, Los Angeles.

Le riprese dovevano inizialmente cominciare il 18 febbraio 2008 ma, a causa dello sciopero degli sceneggiatori, furono posticipate all'estate successiva. La rivista Variety confermò poco dopo che sarebbero incominciate a Roma in esterni dal 5 giugno 2008 per tre settimane fino al 30.
Il giorno prima dell'inizio delle riprese romane, presso piazza del Popolo fu allestito un set cinematografico che informava i residenti della realizzazione di un film chiamato Obelisk, titolo fasullo che permise alle unità di scena di lavorare tranquillamente per il primo giorno. Alle 12 circa del giorno seguente sono incominciate le riprese. La mattina del 6 giugno corso Vittorio Emanuele II è stato chiuso al traffico veicolare per girare una scena d'inseguimento ad alta velocità nella quale erano coinvolti Tom Hanks, Pierfrancesco Favino e alcuni altri membri minori del cast. I giorni del 9 e 10 giugno il Pantheon è stato usato come location per le riprese, e fino al 12 avrebbero dovuto continuare a Lungotevere e Ponte Sant'Angelo, ma a causa della visita del presidente degli Stati Uniti George W. Bush in Vaticano sono state rinviate al 20.

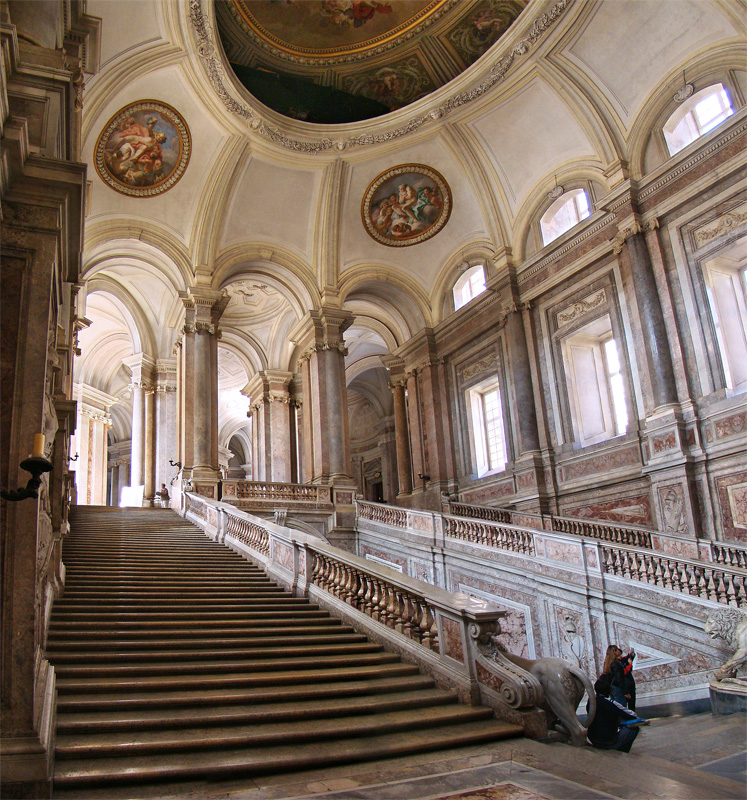
L'interno della Reggia di Caserta, utilizzata come location per gli edifici del Vaticano.

Il 16 giugno la Diocesi di Roma ha negato alla troupe la possibilità delle riprese interne delle chiese di Santa Maria del Popolo e Santa Maria della Vittoria; il responsabile dell'Ufficio Stampa della Diocesi, don Marco Fibbi, chiarì meglio i motivi del rifiuto:

Il 17 giugno sono stati girati alcuni interni alla chiesa di Sant'Agostino e alla biblioteca Angelica, vicino a Piazza Navona. Per ovviare alla mancanza di location originali nelle quali girare i luoghi di culto, Howard ricreò parte di Piazza San Pietro, sala delle udienze e giardini vaticani nella Reggia di Caserta, interamente riservata per tre giorni, dal 17 al 20 giugno. La biblioteca Palatina della reggia di Caserta fu usata come ambiente sostitutivo per la biblioteca vaticana. La sera del 21 giugno sono state filmate alcune sequenze in piazza San Bernardo, Santa Maria della Vittoria e via Torino. Dalla mattina di lunedì 23 giugno sino al giorno seguente, si sono ultimate le riprese in interni a Castel Sant'Angelo. 

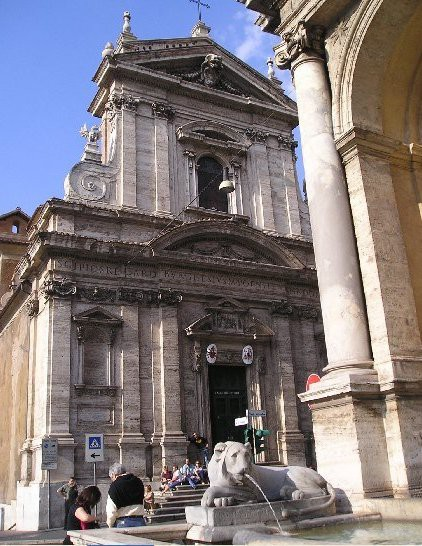
Uno scorcio della chiesa di Santa Maria della Vittoria a Roma.

Il mese seguente, la troupe ha fatto ritorno a Los Angeles (California), dove il 10 è stata filmata una sequenza di 15 secondi all'Università della California con Tom Hanks in bicicletta lungo la pista per i corridori. La seconda unità di scena è andata al CERN di Ginevra per le fotografie e le riprese video all'acceleratore di particelle Large Hadron Collider, materiale che è stato poi montato durante la post-produzione.
Molte ambientazioni sono state ricostruite nei Los Angeles Studios della Columbia poiché al cast era stato vietato l'accesso ad altri luoghi di culto inerenti al film. L'impossibilità di effettuare le riprese in piazza San Pietro ha costretto la produzione a ricostruire parte della piazza su scala originale in un'area di sosta per camion sita in Los Angeles, sulla base di riprese aeree e di migliaia di foto scattate da turisti al soldo della produzione.

### Post-produzione
Al termine delle riprese, la società di effetti speciali e visivi Moving Picture Company è subentrata nel progetto partecipando alla fase di montaggio con i tecnici Daniel P. Hanley e Mike Hill.
Durante la lavorazione, un'unità di riprese di lavoro presso il CERN ha filmato materiale audiovisivo appositamente per un successivo montaggio che è avvenuto grazie all'uso del blue screen. Allo stesso modo le diverse scene ambientate nei luoghi di culto, in cui erano state interdette le riprese, sono state in parte montate con la tecnica del digitale.

## Colonna sonora
Le musiche del film, come già per Il codice da Vinci, sono state affidate al compositore tedesco Hans Zimmer. La scelta è stata quella di rielaborare e sviluppare la traccia Chevaliers De Sangreal, al fine di farne il tema principale anche di questo nuovo film.
Alla realizzazione delle musiche ha partecipato inoltre il violinista americano Joshua Bell.

### Tracce

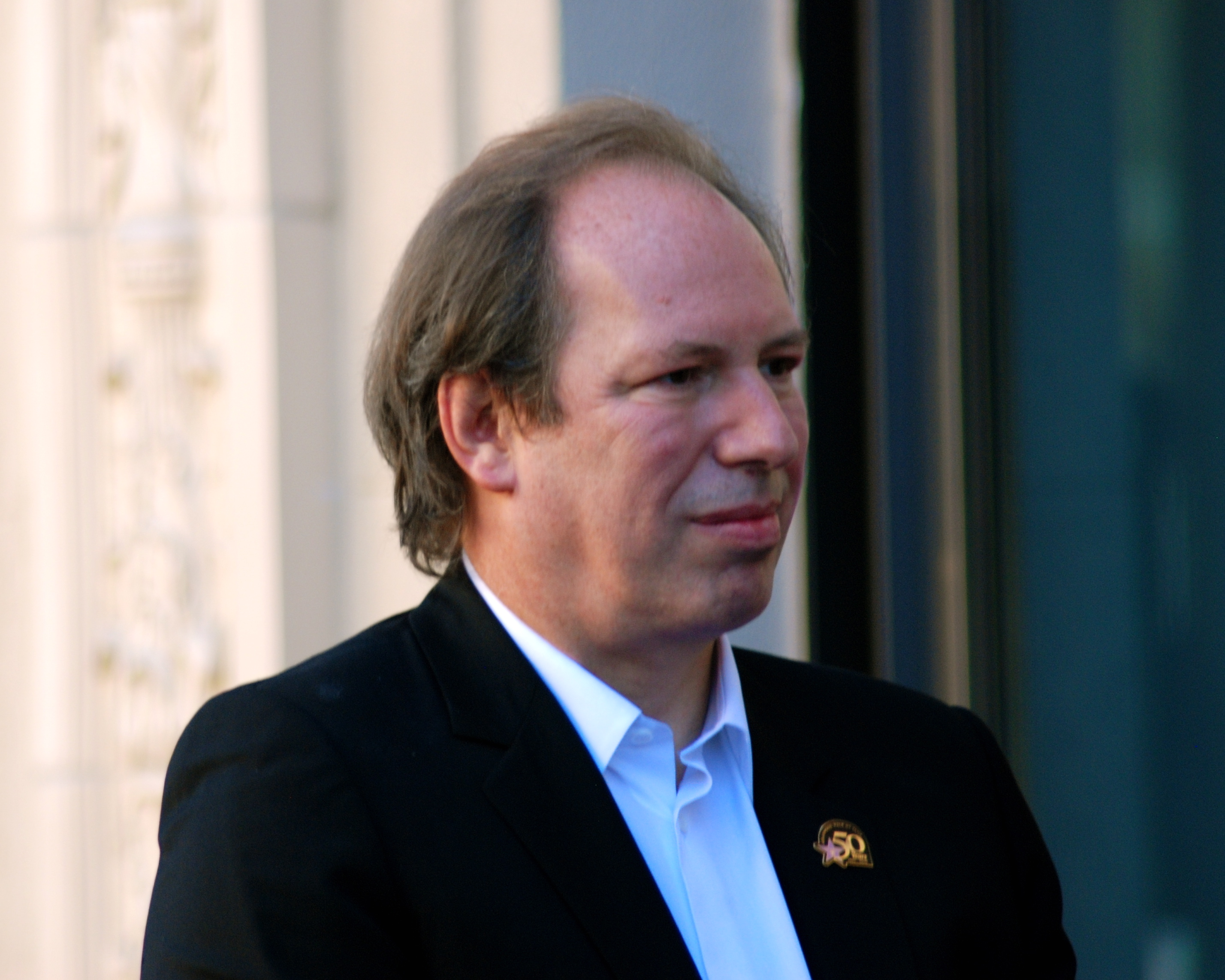
Il compositore Hans Zimmer.

La colonna sonora è stata pubblicata il 12 maggio 2009 e include le seguenti tracce:
1. 160 BPM
2. God Particle
3. Air
4. Fire
5. Black Smoke
6. Science and Religion
7. Immolation
8. Election by Adoration
9. 503
10. H2O (Bonus Track)

## Promozione
(Tagline del film)

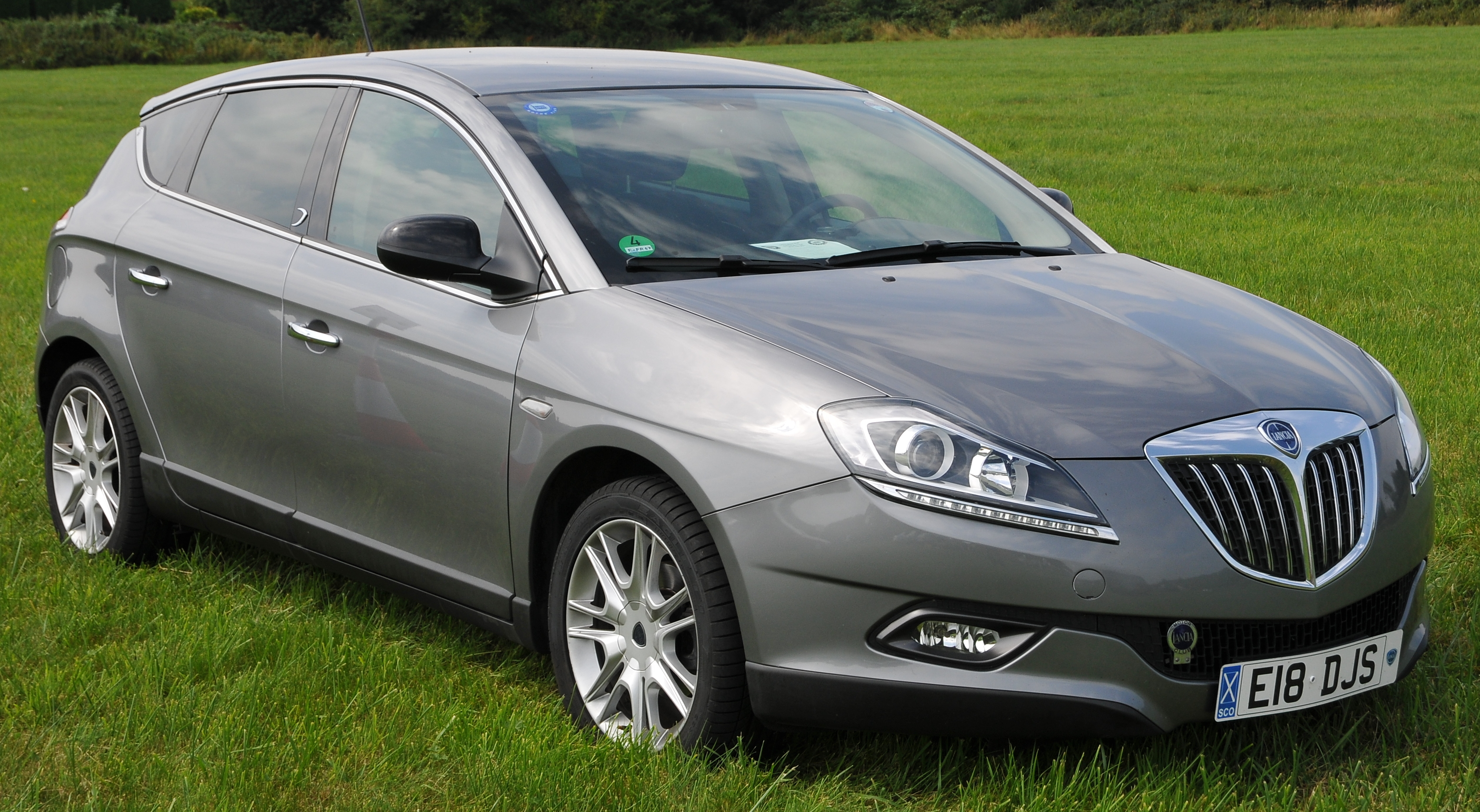
La Lancia Delta portata all'esordio in anteprima all'interno della pellicola. La casa torinese e la produzione di Angeli e demoni hanno messo in piedi un'operazione di co-marketing, ideando una speciale campagna pubblicitaria atta a promuovere congiuntamente vettura e film.

Il primo teaser poster è stato pubblicato in rete ai primi di ottobre 2008. Nella locadina è raffigurata una statua angelica che volge lo sguardo su una piazza San Pietro desolata e coperta da nuvole scure.
Il 27 ottobre, il quotidiano USA Today ha pubblicato quattro clip tratte dalla pellicola, dando così inizio alla promozione.
Il primo trailer è stato messo in rete il 30 dello stesso mese, inizialmente disponibile in lingua inglese è stato successivamente edito in italiano; il teaser ufficiale è comunque previsto per essere mostrato al giorno d'uscita di Quantum of Solace.
In novembre, la Sony Pictures ha dato inizio al marketing virale lanciando un sito allegato alle vicende degli "Altari della scienza" e della scomparsa del cilindro di antimateria, che mostra il suddetto oggetto con un conto alla rovescia che è dato scadere il giorno della prima statunitense.
Fiat Group Automobiles ha partecipato attivamente alla realizzazione del film, fornendo alla produzione diversi veicoli FIAT, Lancia e Alfa Romeo. Il gruppo italiano ha inoltre utilizzato Angeli e demoni per il lancio della nuova Lancia Delta nella motorizzazione 1.8 da 200 CV; la vettura è protagonista di alcune scene della pellicola, nelle quali sfreccia lungo le vie di Roma con a bordo i protagonisti del film.

## Distribuzione
Inizialmente il film doveva essere distribuito nelle sale cinematografiche il 19 dicembre 2008, ma causa dello sciopero degli sceneggiatori che determinò il blocco della produzione, la data fu spostata e confermata per il 15 maggio 2009 in gran parte dei cinema internazionali; nelle sale cinematografiche di Italia e Stati Uniti, l'uscita è invece stata anticipata al 13 maggio.

### Divieti
In alcuni Stati, come Paesi Bassi, Corea del Sud, Finlandia, Svizzera, Irlanda, Singapore, Portogallo e Norvegia, il film è stato vietato ai minori di 14 anni.

### Edizioni home video
Angeli e Demoni in Italia è uscito in edizione home video mercoledì 21 ottobre 2009. Sono state rese disponibili differenti edizioni:
- DVD - Angeli e demoni (1 DVD)
- DVD - Angeli e demoni (2 DVD - Edizione limitata Extended Cut)[38]
- DVD - Angeli e demoni (2 DVD - Edizione limitata Extended Cut - Gift Edition a tiratura limitata con statue fermalibri)
- Bluray - Angeli e demoni (Disco singolo) - Edizione CInematografica
- Bluray - Angeli e demoni (Disco singolo) - Extended Cut (Include anche la versione cinematografica)
- Bluray - Angeli e demoni (Edizione limitata Extended Cut - Gift Edition a tiratura limitata con statue fermalibri) [Include anche la versione cinematografica]

## Accoglienza

### Incassi
Il film ha incassato in tutto il mondo la cifra di 485.930.816 dollari.
In Italia ha totalizzato 7,4 milioni di euro nella prima settimana di programmazione, per un totale di 18.697.013 euro; al botteghino italiano Angeli e demoni si è classificato come 3º film più visto nel 2009, dietro Madagascar 2 e Natale a Rio.

### Critica
Diversamente da quanto successo per i film Il codice da Vinci di Howard e La passione di Cristo di Mel Gibson, la statunitense Lega cattolica per i diritti religiosi e civili, sotto la direzione di William A. Donohue, non ha annunciato attività dell'organizzazione contro la distribuzione del film, ma ha emesso un comunicato stampa:
(W. Donohue sul film.)

## Riconoscimenti
- 2009 - Teen Choice Awards
  - Candidatura per il miglior film drammatico
  - Candidatura per il miglior film drammatico dell'estate
- 2009 - Visual Effects Society
  - Candidatura per i migliori effetti visivi a Angus Bickerton, Mark Breakspear, Ryan Cook e Barrie Hemsley
- 2010 - ASCAP Award
  - Top Box Office Films a Hans Zimmer
- 2010 - Art Directors Guild
  - Candidatura per la miglior scenografia in un film contemporaneo
- 2009 - World Soundtrack Awards
  - Candidatura per il compositore dell'anno a Hans Zimmer.

## Sequel
Dopo che il 15 settembre 2009 è stato pubblicato Il simbolo perduto, che vede il ritorno di Robert Langdon come protagonista, trattante la storia e l'influenza della massoneria nella storia sociopolitica degli Stati Uniti d'America fin dall'epoca dei Padri Fondatori, la Columbia Pictures ha annunciato l'intenzione di realizzare una trasposizione per il grande schermo.
La Columbia Pictures ha poi annunciato i piani per la realizzazione di un film tratto dal romanzo entro il 2012 e Ron Howard, il regista degli altri due successi tratti dai best seller di Brown (Il codice da Vinci e Angeli e demoni), ha già riunito la produzione e il cast.
Tom Hanks a tal proposito ha dichiarato: «Se me lo chiedono, non mi rifiuterò. Se torneranno sulla serie, spero che mi chiamino».
Nel 2013, dopo l'uscita del libro Inferno di Dan Brown, la Columbia Pictures ha pianificato la sua trasposizione cinematografica, confermando Tom Hanks nel cast, Ron Howard alla regia e David Koepp alla sceneggiatura.